# Аннамамедов, Мурад Атаевич
Мурад Атаевич Аннамамедов — художественный руководитель и главный дирижёр Ярославского академического симфонического оркестра в 1994-2024 годах; Заслуженный деятель искусств РСФСР (1991), Народный артист России (2003). Лауреат премий Л. Собинова, И. Архиповой.

В 1977 году М. Аннамамедов стал руководителем симфонического оркестра детской музыкальной школы в городе Пушкино Московской области. С 1980 года — дирижёр, с 1981 года — художественный руководитель и главный дирижёр государственного симфонического оркестра Туркменской ССР. В мае 1985 года возглавил Саратовский симфонический оркестр. С 1994 года возглавляет Ярославский академический симфонический оркестр. В 2005—2008 годах — председатель Государственной экзаменационной комиссии у дирижёров в Московской консерватории. В 2013—2015 годах в Академии им. Гнесиных. В 2005 году учредил премию им. Г. Рождественского для лучших выпускников-дирижёров Московской консерватории. В 2011 г. учредил Золотую медаль Геннадия Рождественского. Провел порядка тридцати фестивалей российского, союзного и международного уровня. Руководил творческими делегациями по проведению Дней культуры России в Югославии, Болгарии, Украине, Польше, Иране, Вьетнаме, Грузии, Узбекистане, Туркменистане. Поставил 16 оперных произведений. Работал с 50 оркестрами. Гастролировал в 73 городах России и мира. Под руководством М. Аннамамедова Ярославский симфонический оркестр, первым в России, обрел статус «Губернаторский» (1996). При его руководстве Ярославский симфонический оркестр получил звание «Академический» (1999). В 2011—2015 годах возглавлял Конгресс туркмен России и выходцев из Туркменистана.

## Биография
Родился 18 января 1955 года, в Москве. Мать — Гозель Аннамамедова — известный музыкант и педагог — первая туркменская пианистка, заслуженный деятель искусств Туркменистана.  Мало кто из рожденных в СССР может гордиться тем, что в самом сердце России установлен покрытый золотом памятник его матери, но Мурад Атаевич имеет на то право. Когда в 1950-е годы в Москве, на ВДНХ, устанавливали знаменитый фонтан «Дружба народов» со скульптурными фигурами девушек в национальных костюмах, символически изображавших союзные республики, то для скульптуры девушки-туркменки позировала Г. Аннамамедова, которая была тогда студенткой Московской консерватории.
Впервые Мурад держал в руках дирижерскую палочку, когда ему было 4 года. Случилось это в Ашхабаде. Много времени маленький Мурад проводил тогда в оркестровой яме Туркменского государственного театра оперы и балета им. Махтумкули — его мама помогала местному оркестру игрой на фортепиано, исполняя арфовые партии. И чтобы чем-то занять мальчика, один из оркестрантов, маститый трубач С.А. Перель, стащил с дирижерского пульта и подарил ему палочку. Подарок оказался судьбоносным… Кстати, на сцене этого театра состоялся и актерский дебют юного Мурада, учащегося школы с хореографическим уклоном (тогда были модны школы с математическим уклоном, с углубленным изучением английского языка и т.д.). В то время готовилась к премьере постановка балета Матвея Равича и Нуры Мухатова «Чудесный лекарь». Время от времени для участия в спектаклях привлекали детей из семей, проживавших в доме работников искусств. И в тот раз для начальной сцены балета были отобраны 4 мальчугана, в том числе и самый маленький — Мурад. Им предстояло выполнить несложные па, поворачиваясь вокруг своей оси. Ребят одели в костюмы, загримировали, поставили на сцену. Зазвучала музыка, пошел занавес, мальчишки стали танцевать, а маленький Мурад все стоял и зачарованно вглядывался в зал — ведь где-то там была его мама. «Начинай, Мурадик! Давай же!..» — раздался из-за кулис голос балетмейстера — постановщика Коши Джапбарова. И, очнувшись, юный дебютант в два раза быстрее выполнил свои па, догнав остальных танцоров.

В 1971 году поступил в Туркменское государственное музыкальное училище им. Д. Овезова на дирижёрско-хоровое отделение. Учился с интересом, даже восторгом, по собственной инициативе частенько выходя за рамки учебной программы. 

Далее снова была учеба, обучение в Московской государственной консерватории им. Чайковского. Учился в классе профессора Г. Н. Рождественского. В годы учёбы в консерватории дебютировал, как дирижёр симфонической поэмой В. Мухатова «Моя Родина» с государственным симфоническим оркестром Туркменистана. . Затем началась карьера. М. Аннамамедов возглавлял оркестры, дирижировал сотни концертов, но Первый фортепианный Чайковского все не попадался. И когда наконец он это сделал (в Саратове, где Мурад Атаевич возглавлял Саратовский симфонический оркестр в течение десятилетия с 1985 по 1994 год), сам себя «признал» настоящим дирижером. 

Запомнился Мураду его первый концерт. Продирижировав «Неоконченной» симфонией Шуберта, после первого отделения молодой дирижер снял фрак, набросил пиджак и забежал в ближайшую артистическую попить воды. Вскоре антракт закончился, прозвенел звонок и началось второе отделение, где исполнялась «Ромео и Джульетта» Чайковского. После концерта — аплодисменты, цветы; конечно же — дома собрались гости на небольшой банкет. Все поздравляют, радуются. Мама попросила свежеиспеченного дирижера помочь на кухне подержать блюдо, в которое она перекладывала из казана свой фирменный плов. «Какой ты у меня молодец! Такой талантливый! — щебетала она. — Только я не поняла, сынок, почему ты во втором отделении вышел без фрака?..» Блюдо чуть не выпало из его рук — Мурад с ужасом понял, что по возвращении с «водопоя» просто забыл надеть фрак. А публика истолковала эту вольность так: в первом отделении, более классическом, дирижер был во фраке, а во втором, романтическом — в смокинге. Таким был дебютный «полнометражный» концерт. 

Мурад Аннамамедов, 2006.

Но впервые Мурад встал за дирижерский пульт (не учебный, в классе, а настоящий — на сцене) несколько раньше, когда он участвовал в большом концерте наряду с маститыми музыкантами — дирижировал симфонической поэмой Вели Мухатова «Моя Родина». Он много репетировал, неоднократно моделировал свой выход, процесс дирижирования, поклоны и прочее, продумывал все детали, мысленно проштудировал, доводя до автоматизма. Казалось, учел абсолютно все… Когда его объявили, он вышел на сцену, поднял руки и... Мало того что правая рука предательски дрожала, так еще и колени тряслись так, что он стал волноваться —заметят из зала. Но стоило только сделать первый взмах, как произошло что-то сродни волшебству — Мурад окунулся в музыку, и словно заработал «автопилот». Многие, подходя к нему с поздравлениями, отмечали: «Надо же, совсем не волновался, как будто не в первый раз на эстраде». С тех пор держаться на сцене дирижер умел всегда.Та же симфоническая поэма В. Мухатова прозвучала и спустя три десятилетия, когда М. Аннамамедов отмечал свой полувековой юбилей (это было уже в Ярославле), и свою юбилейную программу дирижер назвал так же — «Моя Родина». Музыкальная цитата из произведения красовалась и на юбилейном транспаранте, рядом с цитатой из Второй симфонии Рахманинова, музыка которой олицетворяет вторую родину маэстро. Кстати, те же музыкальные цитаты выгравированы и на изготовленном по заказу перстне дирижера, который стал для него своеобразным символом-талисманом.

В жизни М. Аннамамедову очень везло на хороших людей. С большой благодарностью вспоминает он первых учителей, своих старших товарищей, замечательных музыкантов Байрама Худайкулиева, Халика Караджаева. Везение сопутствовало ему и в консерватории. Он учился в классе выдающегося дирижера современности, Народного артиста СССР, лауреата Ленинской премии, Героя Социалистического Труда профессора Геннадия Рождественского. Позже Г. Рождественский писал: «Мурад занимался в моем классе в Московской консерватории и проявил при этом незаурядные дирижерские способности. Для его дирижерской манеры характерен яркий темперамент в сочетании с точным чувством формы и способностью к быстрому освоению материала». Еще в консерваторские годы, кроме занятий по академическому курсу, Мурад много работал с производственным симфоническим оркестром, а также в оперной студии консерватории. В 1977 году М. Аннамамедов стал руководителем симфонического оркестра детской музыкальной школы в г. Пушкине Московской области. Через два года этот коллектив был удостоен звания лауреата на конкурсе симфонических оркестров детских музыкальных школ Московской области.

Опыт приобретался в упорном вдохновенном труде — и в руководстве симфоническим оркестром, и в оперной студии, и в период последовавшей за этим гастрольной деятельности. В 1979 году состоялись первые серьезные гастроли дирижера в Латвии (Лиепая).

По окончании учебы в консерватории (1980) М. Аннамамедов уехал в Ашхабад, где активно включился в работу Государственного симфонического оркестра Туркмении. Уже через две недели молодой музыкант остался один на один с коллективом, осуществляя функцию главного дирижера. В 1981 году Мурад Атаевич был утвержден художественным руководителем и главным дирижером (самым молодым в Советском Союзе!). В самый короткий срок ему удалось собрать в оркестре лучшие исполнительские силы республики. Спустя некоторое время недоукомплектованный ранее коллектив превратился в серьезный оркестр, который стал работать ритмично, имея немало гастрольных поездок. Концерты Госоркестра Туркмении стали популярны и собирали много публики. Дирижер нередко предварял свои программы вступительным словом, проявляя при этом яркие ораторские качества. Однако к 1984 году Аннамамедову стало понятно, что в
национальной республике симфоническое дело не будет иметь приоритетного значения.

Поэтому он подал в отставку и стал заниматься гастрольной деятельностью. Гастроли, гастроли... Среди городов, в которых он побывал, оказался Саратов; тамошний оркестр в то время искал нового руководителя. После первой репетиции, проведенной М. Аннамамедовым, музыканты оркестра обратились к властям с просьбой пригласить маэстро в коллектив на пост художественного руководителя и главного дирижера. Так в мае 1985 года Мурад Атаевич стал главой Саратовского симфонического оркестра.
Талантливый, но нестабильный коллектив попал в условия интенсивного и жесткого творческого режима. Благодаря огромной работоспособности М. Аннамамедова оркестр уже через несколько лет обрел «дыхание», естественность музицирования. Среди целого потока программ, впервые зазвучавших в Саратове, были монографические циклы «Мусоргский», «Рахманинов», «Брамс», «Шуман», цикл «Путешествие без виз»,
программы «Испанские мотивы», «Мастер и Маргарита», «На Бродвее» и др. Прозвучало много современной музыки: 3-я и 5-я симфонии А. Онеггера, «Гармония мира» П. Хиндемита, симфония «Турангалила» О. Мессиана, произведения Г. Минчева, А. Тертеряна, Э. Сигмейстера, А. Копленда.

Возросший уровень оркестра превратил Саратов в фестивальный город. Под руководством Мурада Аннамамедова прошли Международный фестиваль американской музыки в СССР «Создаем музыку вместе», Фестиваль музыки ФРГ в СССР, Дни культуры Австрии в России, Международный фестиваль молодых композиторов, Российская музыкальная академия «Новое передвижничество», Фестиваль им. Г. Нейгауза. Позднее с его участием были проведены также монофестиваль М. Хомицера, фестиваль В. Артемова, фестивали оперного искусства им. Л. Собинова, «Московская осень», «Панорама музыки России», «Преображение», фестивали им. Л. Ройзмана и др.

С 1994 года Мурада Аннамамедова стали активно приглашать возглавить оркестры Москвы, Екатеринбурга, Ярославля. Дирижер принял ярославское предложение, а вместе с ним и задачу реформирования концертной жизни города и области. Первый же концерт оркестра под управлением М. Аннамамедова был встречен первым за многие годы аншлагом, который стабильно сохраняется по сей день. В 1996 году Ярославский симфонический оркестр обрел статус «губернаторский», в 1999 году — высшее в стране
почетное звание для коллективов «академический». М. Аннамамедов предложил целую систему направлений деятельности оркестра с учетом социальных реалий. По инициативе дирижера в Ярославле, не относящемся к числу оперных центров, стали осуществляться постановки оперных произведений («Свадьба Фигаро» Моцарта, «Севильский цирюльник» Россини, «Пиковая дама», «Евгений Онегин», «Иоланта» Чайковского, «Кармен» Бизе, «Тоска», «Чио-Чио-сан» Пуччини, «Князь Игорь» Бородина, «Алеко» Рахманинова, «Травиата», «Отелло» Верди...). К числу монографических программ М. Аннамамедова относятся все симфонические произведения С. Рахманинова, А. Тертеряна, четыре программы симфонической и камерной музыки В. Артемова и др.

В широких исполнительских кругах М. Аннамамедов слывет превосходным аккомпаниатором. Его солистами были Н. Петров, Л. Власенко, В. Крайнев, А. Наседкин, В. Пикайзен, И. Ойстрах, Л. Исакадзе, Д. Шафран, Н. Шаховская, И. Архипова, А. Ведерников, Ю. Мазурок, З. Соткилава, В. Пьявко, А. Абдразаков, Д. Мацуев, П. Донохоу, Е. Мечетина и др.

Обращает на себя внимание деловитость и предприимчивость дирижера. Работая в «провинциальных» коллективах, он всегда приносил успех в публике. Аншлаг — характерная особенность в бытовании оркестров, которыми руководил М. Аннамамедов. Склонный к модернизации технологий управления, он был всегда впереди в освоении новых стандартов, предъявляемых временем. В 1989 году первым в СССР вместе с саратовским оркестром он перешел на «новые хозяйственные условия». Тогда же
благодаря усилиям и коммуникабельности М. Аннамамедова саратовский оркестр обрел первого спонсора. Договор о спонсорских отношениях, увеличивший бюджет оркестра на треть, был подписан в 1989 году. 

Умелый руководитель, М. Аннамамедов обладает талантом находить общий язык, решая деловые вопросы с цепкой организаторской хваткой. По его инициативе на одном предприятии изготавливаются пюпитры для оркестра по европейскому стандарту, на другом — светильники для пультов, третье поставляет оргтехнику, еще где-то шьются костюмы для оркестрантов. При этом не затрачивается ни единой государственной копейки. Маэстро также занимается вопросами здоровья своих артистов, устраивает членов их семей на работу, а детей — в детские сады и школы, селит в общежития различных ведомств нуждающихся...

Дирижер умеет также договариваться и с властью. Не счесть фестивалей и иных творческих проектов, которые по организационным и капитальным затратам не могли быть реализованы без властных структур. Практически все инициативы дирижера воплощаются в жизнь с благословения губернаторов, мэров, руководителей ведомств.

М. Аннамамедов является соавтором книги «Люди искусства», автором большого числа публикаций в журналах «Советская музыка», «Музыкальная жизнь», «Музыкальная академия»; газетах «Советская культура», «Туркменская искра», «Вечерний Ашхабад» и мн. др. В городах, где работал М. Аннамамедов, в эфир вышли десятки телевизионных передач и интервью. Им записано несколько компакт-дисков.

В своей творческой работе дирижер разумно сочетает руководство оркестрами с гастрольной деятельностью. Он выступал во многих городах России, а также в Германии, Югославии, Болгарии, Иране, Вьетнаме, 
на Украине, в Белоруссии, Латвии, Грузии, Армении, Туркменистане, Узбекистане, Казахстане — всего более чем с 40 симфоническими оркестрами. Маэстро провел около полутора тысяч концертов, в том числе в рамках композиторских съездов, пленумов, более чем 30 фестивалей.

## Признание

### Награды
- Почетный знак Губернатора ЯО Медаль «За труды во благо земли Ярославской» 1 степени (2015 г.)
- Грамота Муниципалитета Ярославля
- Лауреат премии и серебряной медали Фонда И. Архиповой (2003 г.)
- Лауреат премии им. Л. Собинова «За заслуги  в развитии культуры и искусства»  (1995 г.)
- Лауреат премии им. Л. Собинова «За заслуги  в развитии культуры и искусства»  (1997 г.)
- Лауреат премии им. Л. Собинова «За заслуги  в развитии культуры и искусства»  (2022 г.)
- Лауреат премии «Общественное признание» (учреждена А.И. Лисицыным)
- Диплом и премия Союза композиторов Грузии «Лучший музыкант-исполнитель 2005 года» (2006 г.)
- Золотая  медаль Республики Армения «За выдающийся  вклад в развитие музыкальной культуры Армении» (2006 г.)
- Золотая медаль им.Г.В. Свиридова (2023 г.)
- Золотая медаль Т. Хренникова (2013 г.)
- Золотая медаль А. Бабаджаняна (2022 г.)
- Почетная  грамота и премия  «Истинное сокровище Родины – ее созидатели» (2006 г.)
- Орден Ломоносова «За выдающийся  вклад в дело сохранения  и развития  русской музыкальной культуры во славу великой России» (2006г.)
- Орден Петра Великого I степени «За выдающиеся  заслуги и большой личный вклад в дело сохранения  и развития  русской музыкальной культуры во славу великой России» (2006 г.)

### Премии
- Премия Российского авторского общества «За вклад в развитие науки, культуры и искусства»
- Премия М. Ломоносова
- Две премии Л. Собинова
- Премия Фонда И. Архиповой

### Почётные звания
- Заслуженный деятель искусств РСФСР (1991)
- Народный артист России (2003)[1]
- Почётный гражданин Ярославской области (2022г.)
- Почётная грамота губернатора Ярославской области
- Почётная грамота губернатора Ивановской области

### Прочее
- Аннамамедов М. А. учредитель и меценат премий им. Г.Н. Рождественского
- Председатель Государственной экзаменационной комиссии у дирижеров в Московской консерватории (4 раза)
- Руководитель российских делегаций по проведению Дней культуры России в разных странах (10)
- Председатель Государственной экзаменационной комиссии у дирижеров в Академии им. Гнессиных (Москва, 3 раза)
- Председатель Ярославского отделения Культурного Фронта России
- При руководстве М. Аннамамедова Ярославский оркестр обрел статус «Губернаторский» (1996 г.)
- При руководстве М. Аннамамедова Ярославский оркестр обрел почетное звание «Академический» (1999 г.)
- Благодарственное письмо Президента РФ В. В. Путина
- Грамота Патриарха Московского и всея Руси Алексия II
- Грамота Полномочного представителя Президента РФ в Центральном федеральном округе «За активное участие в концерте «Золотые ключи России» (2003 г.) в ЦФО
- Благодарность Министра культуры Российской Федерации
- Почетная грамота Ярославской областной думы (2017 г.)
- Грамота Архиепископа Ярославского и Ростовского Кирилла
- Диплом Союза композиторов России
- Почетная грамота журнала «Родина» — «Истинное сокровище Родины — её созидатели»
- Диплом лучшего музыканта-исполнителя Союза композиторов Грузии
- Памятная медаль Тихона Хренникова
- Бронзовый диплом 12 Славянского Форума искусств «Золотой витязь»
- Архиерейская  грамота «За большую просветительскую деятельность и в связи с 50-летием со дня  рождения » (2005 г.)
- Почетный исторический знак – Золотой крест с бриллиантами им. Ярослава Мудрого и Звание Действительный кавалер потомственного ордена «Честь, Благие дела, Слава» (2006 г.)
- Благодарность Международного благотворительного фонда В. Спивакова «За неоценимую помощь, за сердечность и искреннее внимание, оказанное фонду» (2004 г.)
- Диплом лауреата почетной премии Российского авторского общества «За вклад в развитие науки, культуры и искусства» (2004 г.)
- Диплом участника XIV-го фестиваль  классической музыки «Дальневосточная весна-2005» (2005 г.)
- Диплом Союза композиторов России за большой вклад в проведение и участие в международном фестивале-панораме «С музыкой России – в XXI  век»
- Диплом Союза композиторов России за вклад в организационную подготовку, проведение и участие в акциях и мероприятиях Союза композиторов России
- Диплом Губернатора Ивановской области «За большой вклад в развитие культуры и искусства» (2006 г.)
- Благодарственное письмо Губернатора Ярославской области «За содействие в организации и активное участие в мероприятиях в рамках Дней культуры Ярославской области в Узбекистане» (2006 г.)